# Nationaal Historisch Park van de Chacocultuur
het Nationaal Historisch Park van de Chacocultuur is een Nationaal historisch park in de Amerikaanse staat New Mexico.
Al meer dan 200 jaar bewonen Pueblo-volkeren een groot gebied in het zuidwesten van de Verenigde Staten. De hier gelegen Chaco Canyon werd tussen 850 en 1250 een belangrijk centrum van de Pueblocultuur, gericht op ceremonies, handel en politieke activiteiten in het Four Corners gebied.
De zo ontstane Chacocultuur wordt gekenmerkt door monumentale publieke en ceremoniële gebouwen met een karakteristiek architectuur.
De Chacocultuur staat sinds 1987 op de Werelderfgoedlijst van UNESCO en omvat naast het Nationaal Historisch Park van de Chacocultuur ook nog een aantal kleinere Chacolocaties.
Mesa Verde National Park · Yellowstone National Park · Grand Canyon National Park · Everglades National Park · Independence Hall · Kluane, Wrangell-St. Elias, Glacier Bay en Tatshenshini-Alsek · Redwood National Park · Mammoth Cave National Park · Nationaal park Olympic · Cahokia · Great Smoky Mountains National Park · La Fortaleza en de nationale historische site van San Juan in Puerto Rico · Vrijheidsbeeld · Yosemite National Park · Monticello en Universiteit van Virginia in Charlottesville · Nationaal park Hawaii Volcanoes · Nationaal Historisch Park van de Chacocultuur · Taos Pueblo · Nationaal park Carlsbad Caverns · Waterton Glacier International Peace Park · Papahānaumokuākea · Monumentale grondwerken van Poverty Point · Missies van San Antonio · De 20e-eeuwse architectuur van Frank Lloyd Wright · Moravische kerknederzettingen (Bethlehem)
- Gemeinsame Normdatei: 7564221-9
- International Standard Name Identifier: 0000 0004 0473 9814
- Library of Congress Control Number: n2009019012
- National Archives and Records Administration: 10046195
- Nationale Bibliotheek van Tsjechië: ge727535
- Nationale Bibliotheek van Israël: 987007536914905171
- Virtual International Authority File: 264451711
- WorldCat: E39PBJpDMvFCkw7jjGRBDTQQbd